# Авачапан
Авачапан (шп. Ahuachapán) је град у Салвадору у департману Авачапан. Према процени из 2007. у граду је живело 110.511 становника.